# Coupe de France 1973/74
Het seizoen 1973/74 was het 57e seizoen van de Coupe de France in het voetbal. Het toernooi werd georganiseerd door de Franse voetbalbond.
Dit seizoen namen er 1720 clubs deel (124 meer dan de record deelname uit het vorige seizoenen). De competitie ging in de zomer van 1973 van start en eindigde op 8 juni 1974 met de finale in het Parc des Princes in Parijs. De finale werd gespeeld tussen AS Saint-Étienne (voor de vijfde keer finalist) en AS Monaco (voor de derde keer finalist). AS Saint-Étienne veroverde voor de vierde keer de beker door AS Monaco met 2-1 te verslaan.
AS Saint-Étienne behaalde voor de derde keer de dubbel (landstitel en beker) in het Franse voetbal. Als landskampioen vertegenwoordigde AS Saint-Étienne Frankrijk in de Europacup I, als bekerfinalist nam AS Monaco de plaats in de Europacup II 1974/75 in.

## Uitslagen

### 1/32 finale
De wedstrijden werden op 3 februari gespeeld. De beslissingswedstrijden op 7 (Cannes-Nice) en 10 februari. De 20 clubs van de Division 1 kwamen in deze ronde voor het eerst in actie.
| Winnaar             | Uitslag              | Verliezer               |
| ------------------- | -------------------- | ----------------------- |
| AS Saint-Étienne    | 3-1                  | FC Gueugnon             |
| AS Monaco           | 4-0                  | Montpellier-Littoral SC |
| Stade Reims         | 2-1 nv               | Red Star Paris          |
| FC Sochaux          | 4-3                  | FCS Königshoffen 06     |
| FC Nantes           | 3-1                  | Stade Rennes            |
| SEC Bastia          | 3-0                  | Sporting Toulon         |
| Paris Saint-Germain | 1-0                  | US Dunkerque            |
| Olympique Lyon      | 4-1                  | FC Châlon               |
| SCO Angers          | 6-1                  | FC Garges-les-Gonesse   |
| FC Rouen            | 3-2 nv               | Amiens SC               |
| US Toulouse         | 2-1                  | Paris FC                |
| AC Ajaccio          | 2-1 nv               | AC Arlès                |
| RC Strasbourg       | 2-1                  | EDS Montluçon           |
| Stade Laval         | 1-1 nv; 0-0 ns (5-4) | AS Angoulême            |
| FC Metz             | 2-0                  | Amicale Lucé            |
| AS Cannes           | 1-1 nv; 0-0 ns (4-1) | OGC Nice                |

| Winnaar                    | Uitslag     | Verliezer           |
| -------------------------- | ----------- | ------------------- |
| US Grand Boulogne          | 2-0         | USM Malakoff        |
| Olympique Alès en Cévennes | 4-2         | US Tavaux-Damparis  |
| US Valenciennes-Anzin      | 1-0         | ECAC Chaumont       |
| Lille OSC                  | 2-0         | AS Aulnoye          |
| Olympique Nîmes            | 1-0         | Stade Brest         |
| FC Lorient                 | 1-0         | AC Évreux           |
| AS Nancy                   | 3-0         | AS Strasbourg       |
| Troyes Aube Football       | 1-0         | US Nœux-les-Mines   |
| US Baume-les-Dames         | 3-1         | AS Yerres           |
| RC Lens                    | 2-1         | CS Sedan            |
| Girondins Bordeaux         | 1-0 nv      | Stade Quimper       |
| AS Béziers                 | 1-0 nv      | Olympique Marseille |
| LB Châteauroux             | 1-1 nv; 2-1 | SA Épinal           |
| Olympique Avignon          | 4-0         | CO Le Puy           |
| Tours FC                   | 3-2 nv      | ES La Rochelle      |
| Aviron Bayonne             | 2-0         | CO Cerizay          |

### 1/16 finale
De heenwedstrijden werden tussen 2 en 10 maart gespeeld, de terugwedstrijden op 8 en 24 maart. US Baume-les-Dames speelde zijn thuiswedstrijd in Besançon.
| Winnaar               | Uitslag     | Verliezer                    |
| --------------------- | ----------- | ---------------------------- |
| AS Saint-Étienne      | 2-0, 2-0    | US Grand Boulogne *          |
| AS Monaco             | 3-2, 3-2    | Olympique Alès en Cévennes * |
| Stade Reims           | 2-2, 4-1    | US Valenciennes-Anzin *      |
| FC Sochaux            | 0-0, 2-0    | Lille OSC *                  |
| FC Nantes *           | 1-0, 0-0    | Olympique Nîmes              |
| SEC Bastia            | 0-0, 3-2 nv | FC Lorient *                 |
| Paris Saint-Germain * | 2-1, 2-2    | AS Nancy                     |
| Olympique Lyon        | 2-2, 2-0    | Troyes Aube Football *       |

| Winnaar         | Uitslag  | Verliezer           |
| --------------- | -------- | ------------------- |
| SCO Angers *    | 4-1, 1-0 | US Baume-les-Dames  |
| FC Rouen *      | 1-0, 0-0 | RC Lens             |
| US Toulouse *   | 3-0, 0-0 | Girondins Bordeaux  |
| AC Ajaccio *    | 2-0, 0-0 | AS Béziers          |
| RC Strasbourg * | 2-0, 3-1 | LB Châteauroux      |
| Stade Laval     | 0-0, 1-0 | Olympique Avignon * |
| FC Metz         | 2-0, 2-1 | Tours FC *          |
| AS Cannes       | 2-1, 5-1 | Aviron Bayonne *    |

### 1/8 finale
De heenwedstrijden werden op 30 en 31 maart (Bastia-Laval) gespeeld, de terugwedstrijden op 3 april.
 * = eerst thuis 
| Winnaar          | Uitslag  | Verliezer     |
| ---------------- | -------- | ------------- |
| AS Saint-Étienne | 0-2, 4-0 | SCO Angers *  |
| AS Monaco        | 3-0, 3-1 | FC Rouen *    |
| Stade Reims      | 4-1, 5-0 | US Toulouse * |
| FC Sochaux       | 3-2, 1-1 | AC Ajaccio *  |

| Winnaar             | Uitslag  | Verliezer     |
| ------------------- | -------- | ------------- |
| FC Nantes *         | 1-0, 1-0 | RC Strasbourg |
| SEC Bastia *        | 3-1, 3-1 | Stade Laval   |
| Paris Saint-Germain | 2-0, 2-1 | FC Metz *     |
| Olympique Lyon      | 2-1, 5-1 | AS Cannes *   |

### Kwartfinale
De heenwedstrijden werden op 4 mei gespeeld, de terugwedstrijden op 7 mei.
 * = eerst thuis 
| Winnaar            | Uitslag           | Verliezer             |
| ------------------ | ----------------- | --------------------- |
| AS Saint-Étienne * | 2-1, 1-1          | FC Nantes             |
| AS Monaco *        | 2-0, 0-1          | SEC Bastia            |
| Stade Reims        | 5-0, 2-2          | Paris Saint-Germain * |
| FC Sochaux         | 2-4, 2-0 ns (4-3) | Olympique Lyon *      |

### Halve finale
De wedstrijden werden op 31 mei gespeeld.
| Winnaar          | Uitslag | Verliezer   |
| ---------------- | ------- | ----------- |
| AS Saint-Étienne | 1-0     | Stade Reims |
| AS Monaco        | 1-0     | FC Sochaux  |

### Finale
De wedstrijd werd op 8 juni 1974 gespeeld in het Parc des Princes in Parijs voor 45.813 toeschouwers. De wedstrijd stond onder leiding van scheidsrechter Achille Verbecke.
| Winnaar                                      | Uitslag | Finalist        |
| -------------------------------------------- | ------- | --------------- |
| AS Saint-Étienne                             | 2-1     | AS Monaco       |
| Christian Synaeghel 44' Alain Merchadier 61' |         | 65' Delio Onnis |

1917/18 · 1918/19 · 1919/20 · 1920/21 · 1921/22 · 1922/23 · 1923/24 · 1924/25 · 1925/26 · 1926/27 · 1927/28 · 1928/29 · 1929/30 · 1930/31 · 1931/32 · 1932/33 · 1933/34 · 1934/35 · 1935/36 · 1936/37 · 1937/38 · 1938/39 · 1939/40 · 1940/41 · 1941/42 · 1942/43 · 1943/44 · 1944/45 · 1945/46 · 1946/47 · 1947/48 · 1948/49 · 1949/50 · 1950/51 · 1951/52 · 1952/53 · 1953/54 · 1954/55 · 1955/56 · 1956/57 · 1957/58 · 1958/59 · 1959/60 · 1960/61 · 1961/62 · 1962/63 · 1963/64 · 1964/65 · 1965/66 · 1966/67 · 1967/68 · 1968/69 · 1969/70 · 1970/71 · 1971/72 · 1972/73 · 1973/74 · 1974/75 · 1975/76 · 1976/77 · 1977/78 · 1978/79 · 1979/80 · 1980/81 · 1981/82 · 1982/83 · 1983/84 · 1984/85 · 1985/86 · 1986/87 · 1987/88 · 1988/89 · 1989/90 · 1990/91 · 1991/92 · 1992/93 · 1993/94 · 1994/95 · 1995/96 · 1996/97 · 1997/98 · 1998/99 · 1999/00 · 2000/01 · 2001/02 · 2002/03 · 2003/04 · 2004/05 · 2005/06 · 2006/07 · 2007/08 · 2008/09 · 2009/10 · 2010/11 · 2011/12 · 2012/13 · 2013/14 · 2014/15 · 2015/16 · 2016/17 · 2017/18 · 2018/19 · 2019/20 · 2020/21 · 
2021/22 · 2022/23 · 2023/24 · 2024/25 ·